# Kawasaki GPZ 305
La Kawasaki GPZ 305 è una motocicletta della casa motociclistica giapponese Kawasaki prodotta dal 1983 al 1994.

## Profilo e tecnica
Il modello è una pesante evoluzione della precedente ER250/GPZ250 e utilizza una versione con cilindrata maggiorata del motore da 249 cc.
È dotata di un propulsore dalla cilindrata totale di 306 cm³, alimentato da un sistema a due carburatori Keihin a pressione costante con diametro di 32 mm. Il motore a due cilindri in linea è dotato di 4 valvole, con due valvole per cilindro, azionate mediante un unico albero a camme in testa. Il motore a quattro tempi raffreddato ad aria montato in posizione trasversale, aveva un sistema di accensione a condensatore ad alta tensione (CDI).
Con un alesaggio di 61 mm, una corsa di 52,4 mm e rapporto di compressione di 9.7:1, eroga 20 kW (27 CV) a 10000 giri/min e una coppia massima di 24 Nm è a 7500 giri/min. 
La GPZ 305 montava cerchi in lega leggera con pneumatici di dimensioni 90/90-18 all'anteriore e 110/80-18 al posteriore. All'anteriore c'è un sistema frenante dotato di un doppio freno a disco con un diametro di 240 mm e pinze flottanti, mentre al posteriore c'è un freno a tamburo con un diametro di 160 mm.
La GPZ 305 è dotata di un cambio a 6 marce che trasferisce la potenza alla ruota posteriore.
Originariamente al lancio la trasmissione finale era a catena, ma nel 1983 venne dotata di una nuova trasmissione finale a a cinghia dentata in Kevlar, che richiedeva pochissima manutenzione con una durata di circa 40 000 km.